# Карлссон, Кристиан
Кристиан Гуннар Карлссон (швед. Kristian Gunnar Karlsson, род. 6 августа 1991 года, Тролльхеттан) — шведский игрок в настольный теннис, серебряный призёр Олимпийских игр 2024 года в командах, чемпион мира в парном разряде 2021 года, чемпион Европы в парном разряде 2022 года. Неоднократный призёр чемпионатов мира и Европы. Участник Олимпийских игр 2016 и 2020 года.
Левша, играет в атакующем стиле, использует европейскую хватку.

## Спортивная карьера
Карлссон родился в Тролльхеттане, Вестра-Гёталанд. Он начал играть в настольный теннис в клубе своего родного города в возрасте 8 лет. Он оставался в Тролльхеттане до 16 лет, после чего уехал из дома, чтобы поступить в среднюю школу. В старшие годы у Карлссона было до 10 тренировок в неделю.
В 2011 году он подписал контракт с клубом «Halmstad BTK», после чего его рейтинг стал быстро расти. В октябре 2010 года Карлссон не входил в топ-400, закончил 2011 год на 233-м месте, а в конце 2012 года располагался на 129-м месте. 2012 год ознаменован также его первым успехом в игре по взрослым, Кристан Карлссон завоевал серебряную медаль на чемпионате Европы по настольному теннису 2012 года в мужском парном разряде.
Его выступления привлекли внимание французского клуба из высшего дивизиона «AS Pontoise-Cergy TT». В сентябре 2013 года Карлссон подписал контракт с этим клубом. В 2014 году в составе клубной команды «AS Pontoise-Cergy TT» он выиграл Лигу чемпионов.
В 2016 году Кристиан подписал контракт с немецким клубом Бундеслиги «Borussia Düsseldorf».
Вместе с Маттиасом Фальком Кристиан выиграл бронзовую медаль в мужском парном разряде на чемпионате Европы по настольному теннису 2016 года.
В 2018 году на чемпионате Европы по настольному теннису 2018 года Кристиан Карлссон, выступая снова в паре с Маттиасом Фальком, завоевал серебряную медаль в мужском парном разряде, а также бронзовую медаль в мужском одиночном разряде. В 2018 году в составе команды Швеции Кристиан Карлссон выиграл бронзовую медаль на командном чемпионате мира по настольному теннису 2018 года в Хальмстаде. В том же 2018 году Карлссон стал чемпионом Швеции в Хельсингборге.
В 2021 году на чемпионате мира по настольному теннису 2021 года Кристиан Карлссон, выступая в паре с Маттиасом Фальком, стал чемпионом мира в мужском парном разряде.
В 2022 году на чемпионате Европы по настольному теннису 2022 года Кристиан Карлссон в паре с Маттиасом Фальком стал чемпионом Европы в мужском парном разряде, обыграв в финале австрийцев Роберта Гардоша и Даниэля Хабесона. В полуфинале одиночного разряда в матче со словенцем Дарко Йоргичем получил травму игровой руки и был вынужден сняться, таким образом, оставшись лишь с бронзовой медалью этого чемпионата.